# سندرم خال دیسپلاستیک
سندرم خال دیسپلاستیک (انگلیسی: Dysplastic nevus syndrome) که با نام «سندرم خال-ملانوم چندگانه آتیپیک ارثی» (FAMMM) هم شناخته می‌شود، نوعی بیماری پوستی ارثی است که مشخصه‌اش خال‌های دیسپلاستیک و ملانوم چندگانه ارثی است.: 692  این بیماری نخستین بار توسط «ویلیام نوریس» در سال ۱۸۲۰ توصیف شد و نحوهٔ وراثت آن از نوع اتوزومال غالب است و به‌دلیل جهش در ژن CDKN2A ایجاد می‌شود. علاوه بر ملانوم، افراد مبتلا به این بیماری در معرض خطر بیشتری از ابتلا به سرطان لوزالمعده نیز هستند.
تشخیص سندرم خال دیسپلاستیک بر اساس تظاهرات بالینی و سابقه خانوادگی است. درمان شامل برداشتن ضایعات بدخیم پوستی (ملانوم) است. ممکن است غربالگری سرطان لوزالمعده در نظر گرفته شود، به‌خصوص اگر سابقه خانوادگی آن وجود داشته باشد. سرطان لوزالمعده دومین سرطان شایع در سندرم خال دیسپلاستیک است. خطر ابتلا به سرطان لوزالمعده در این مبتلایان به این سندرم ۱۳ تا ۲۲ برابر بیشتر از خطر آن در جمعیت عادی است. تخمین زده می‌شود که احتمال ابتلا به ملانوم در سن ۸۰ سالگی، ۶۰ تا ۸۰ درصد و احتمال ابتلا به سرطان لوزالمعده در سن ۷۵ سالگی، تقریباً ۲۰ درصد است.